# Johannes Mijtens
Johannes Mijtens (Den Haag,  circa 1614 – Den Haag, begraven 24 december 1670) was een Nederlands kunstschilder.
Hij was de zoon van zadelmaker David Mijtens en Judith Hennings. Hij kwam uit een kunstzinnige familie; zijn ooms, Daniël Mijtens (I) en Isaac Mijtens, waren zijn leraren.
Mijtens begon zijn loopbaan in Den Haag, waar hij rond 1638 actief werd en in 1639 lid werd van het Sint-Lucasgilde. Hij verwierf aanzien als schilder; zijn oeuvre bestond voornamelijk uit portretten, maar omvatte ook historiestukken en genrestukken. Zijn vakmanschap leidde tot zijn benoeming als hofschilder, en in 1654 werd hij genomineerd als voorman van het gilde, hoewel hij niet werd verkozen.
In 1656 was Mijtens een van de oprichters van de Confrèrie Pictura, waar hij regelmatig zitting had in de commissie en later de functie van deken bekleedde. Naast zijn werk voor het gilde was hij vanaf 1659 ook kapitein in de stadsburgerwacht.
Op 19 februari 1642 trouwde Johannes Mijtens met zijn nicht Anna Mijtens, dochter van zijn oom Daniël Mijtens (I). Het paar kreeg tien kinderen, onder wie Daniël Mijtens (II), ook kunstschilder. Johannes Mijtens werd op 24 december 1670 in Den Haag begraven.
Zijn artistieke nalatenschap leefde voort in zijn vele leerlingen, onder wie Julius de Geest, Nicolaes Lissant, Martin Mijtens (I), Gerard de Nijst, Adriaen Stalpert van der Wiele, Pouwels van de Velde, Andries Thijsz. de Wit en Urbanus Talibert van Yperen.

## Afbeeldingen

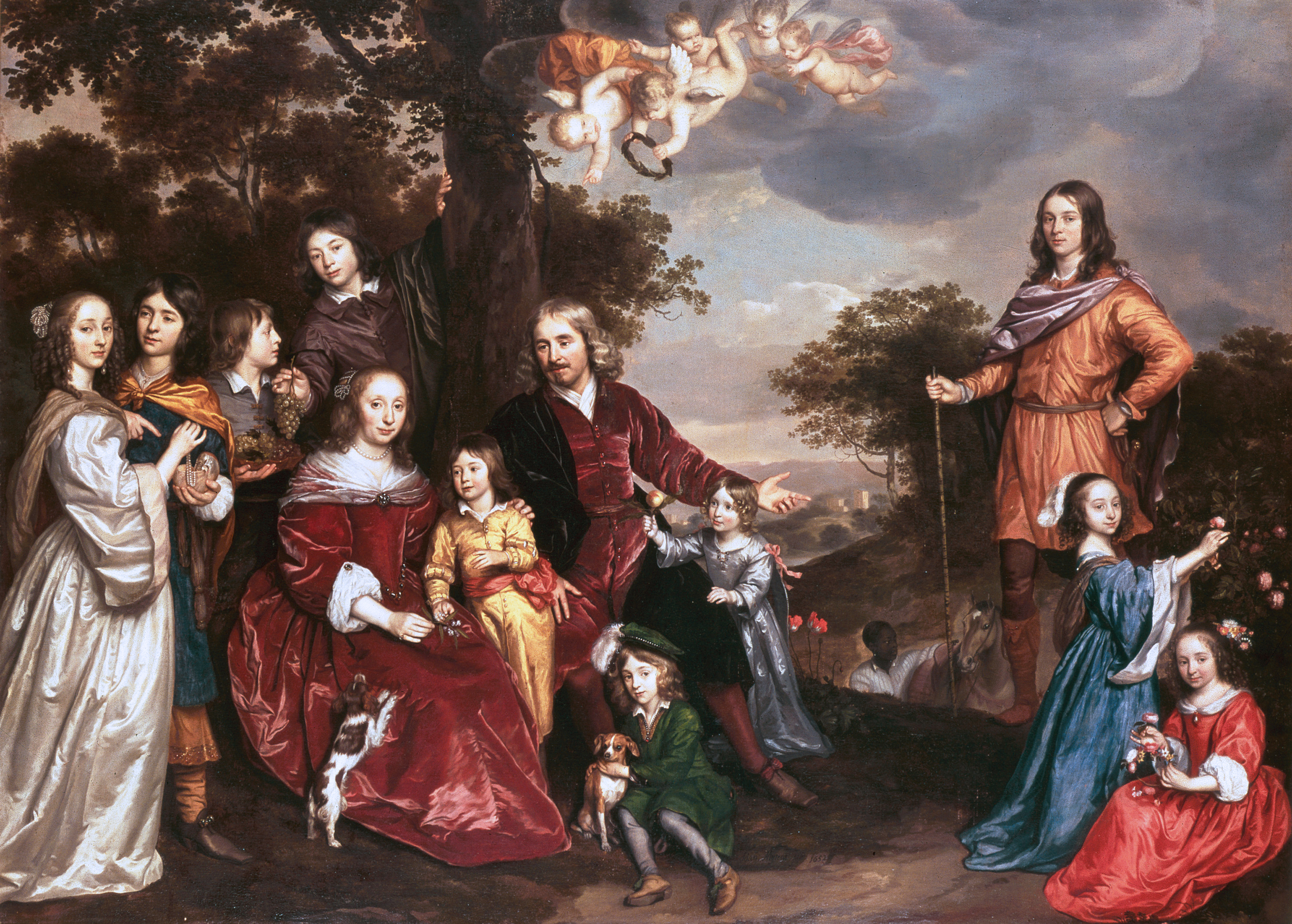
Het gezin van mr. Willem van den Kerckhoven (1607-1686) en Reijmerick de Jonge, door Jan Mijtens (ca. 1652/1655)
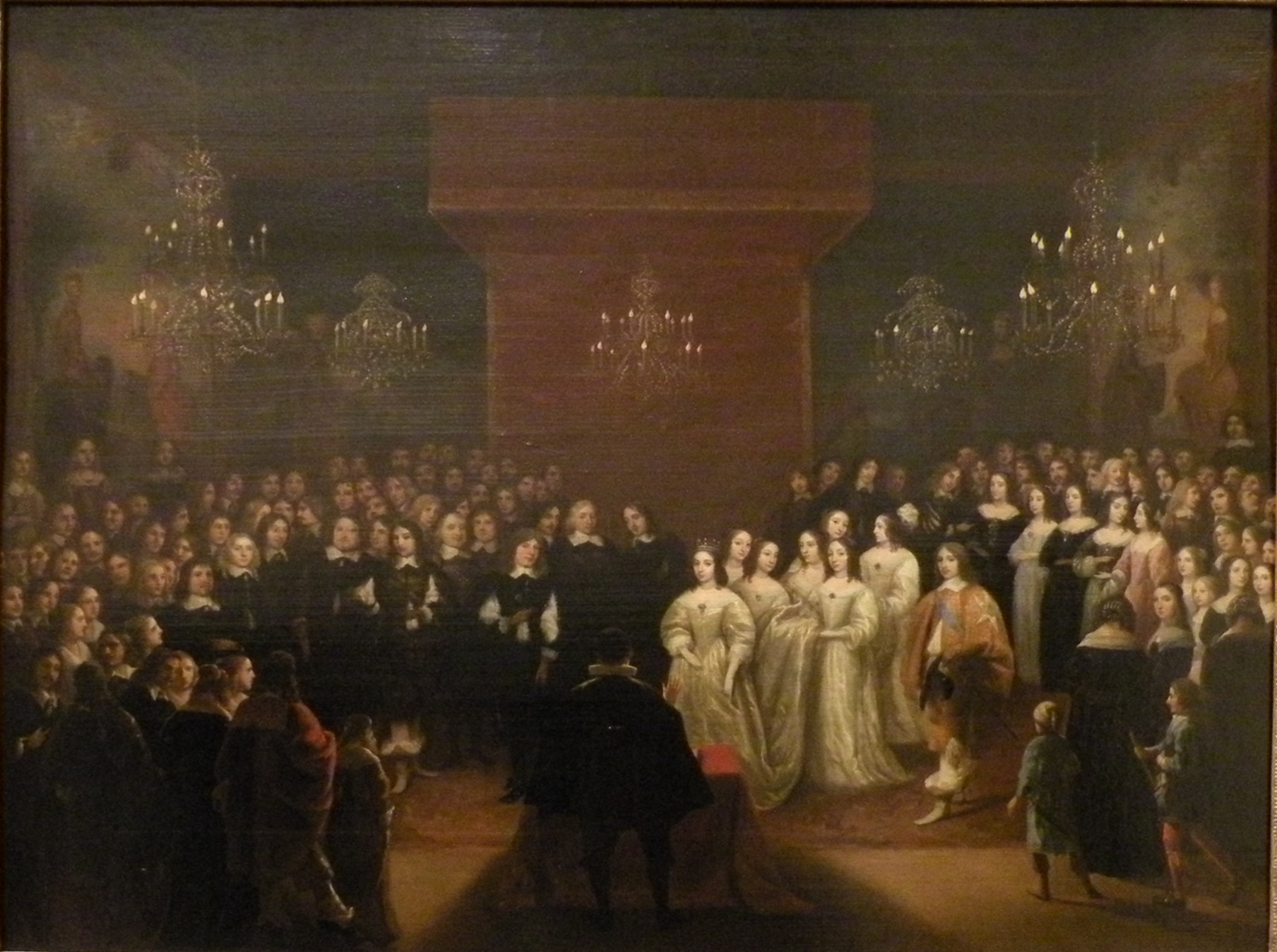
Het huwelijk in Het Oude Hof tussen Louise Henriëtte van Nassau en Frederik Willem I van Brandenburg, 1646
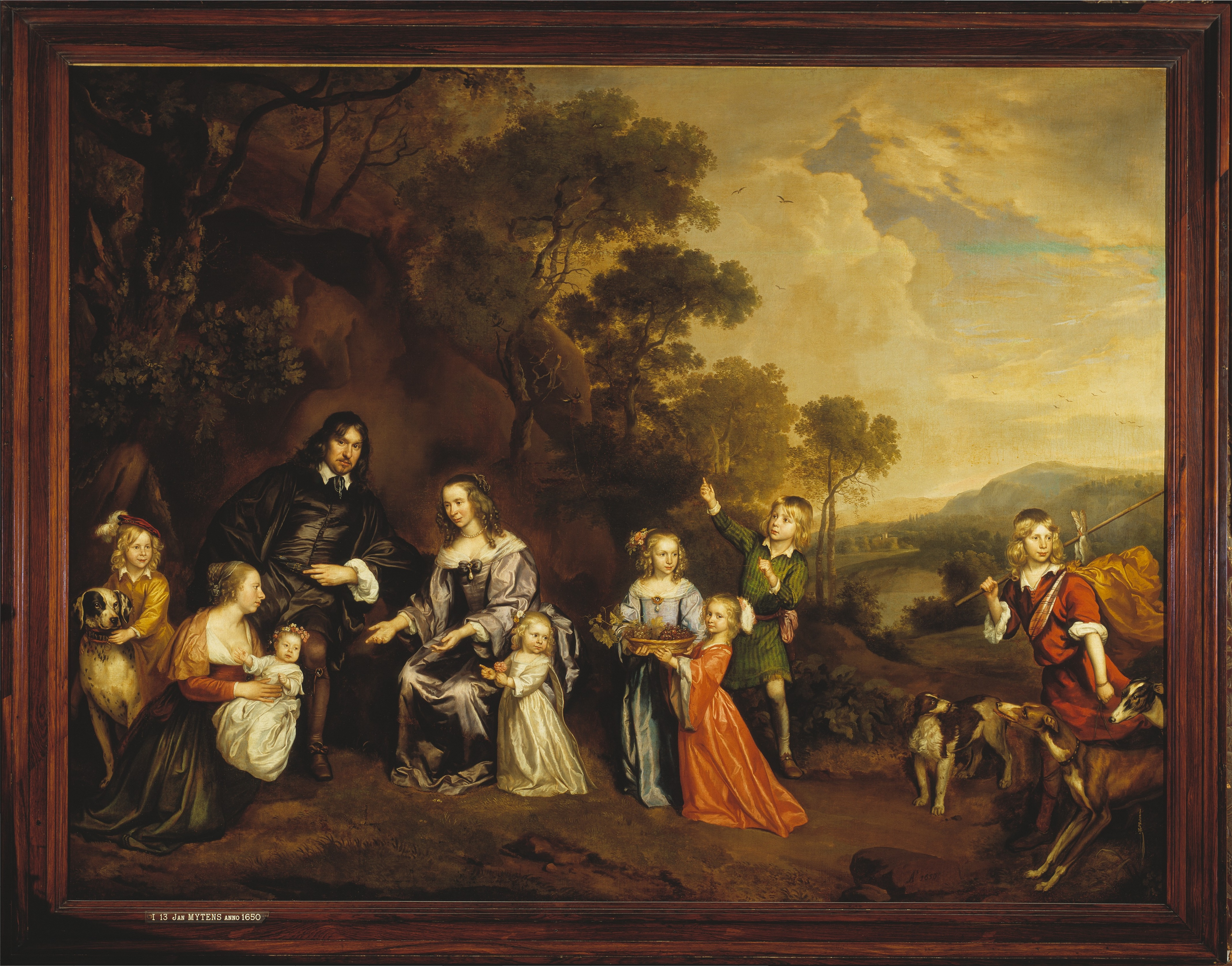
Willem van der Does (1617-1668), burgemeester van Den Haag, met vrouw en kinderen, 1650

Het links afgebeelde schilderij verbeeldt het gezin van mr. Willem van den Kerckhoven (raadsheer bij het Hof van Holland) en Reijmerick de Jonge door Mijtens geschilderd in 1652. De jongste zoon (Pellegrom) die op het been van de vader leunt was in werkelijkheid nog niet geboren in 1652 en is er in 1655 bijgeschilderd. Zoon Willem was toen een achtjarig jongetje. De vijf afgebeelde engeltjes stellen vroeg overleden kinderen van dit echtpaar voor.
- Auckland Art Gallery Toi o Tāmaki: 9912
- Biografisch Portaal: 04293030
- Gemeinsame Normdatei: 123203635
- International Standard Name Identifier: 0000 0000 9925 4836
- KulturNav: 5dcf65fa-c3db-4bec-a006-2bd6d1b3fe28
- Library of Congress Control Number: nr2006011968
- Nederlandse Thesaurus van Auteursnamen: 101390963
- RKD-Nederlands Instituut voor Kunstgeschiedenis: 56078
- Système universitaire de documentation: 102476861
- Union List of Artist Names: 500115766
- Virtual International Authority File: 19639385
- WorldCat: E39PBJqQxPVC76rJMjFmmjhfv3